# Recharge (Band)
Recharge war eine Hardcore- und Crustpunkband aus Hannover, die aus der 1992 aufgelösten Band Chemical Maze hervorging.

## Geschichte
Anfangs bestand das Programm ausschließlich aus Discharge-Coversongs, doch nachdem der Schlagzeuger nach einem einjährigen Englandaufenthalt bei der Band „The Losers“ nach Deutschland zurückkehrte, entschloss man sich, eigene Songs zu produzieren. In relativ kurzer Zeit wurden 14 Songs zusammengestellt, von denen 10 Songs dann Mitte 1994 als 12" unter dem Titel Silent Screams bei AC Records erschienen; die restlichen 4 Songs wurden auf diversen Compilations herausgebracht. Alle 14 Songs sind für Japan und die USA nochmal auf CD bei Tribal War Asia erschienen. Im Oktober 1995 wurde die  LP/CD Hamburg ’42 eingespielt (diesmal ausschließlich mit deutschen Texten), die Ende März 1996 bei Epistrophy erschien. Im gleichen Monat begaben sich Recharge für 2 Wochen auf Japan Tour. Kurze Zeit später wurden neue Aufnahmen für eine Split-EP mit Extinct Government aus Tokyo eingespielt, die Anfang 1997 erschien. Im September 1997 wurde die LP/CD Menschen, Hass, Vernichtung veröffentlicht, diese wurde vom Sänger der Westerwälder Hardcore-Punkband Ja & Amen, Dirk Koch, eingesungen. Es folgte eine Deutschland-Tour mit den Baffdecks. 1998 begaben sich Recharge auf eine Tour durch Tschechien, Polen, Österreich und die Schweiz und veröffentlichten eine Split EP mit External Menace aus Schottland. Danach verließen der Sänger und der Bassist (die seit 1997 dabei waren) die Band; der Rest entschied sich, eine neue Band (Audio Kollaps) zu gründen. Schlagzeuger Björn formierte 2003 eine Band namens Annex5. Posthum erscheint 2008 ein Recharge-Album namens „Bullenterror“, das die längst vergriffene Silent Screams-12", die Songs der Split EPs sowie bisher unveröffentlichtes Material enthält. Im August 2012 verunglückte Gitarrist Paul tödlich nach einem Besuch des Fährmannsfestes in Hannover.

## Diskografie
- Silent Screams 12"/CD (1994)
- Hamburg ’42 LP/CD (1996)
- Split EP mit Extinct Government (1997)
- Menschen, Hass, Vernichtung LP/CD (1997)
- Split-EP mit External Menace (1998)
- Bullenterror LP/CD (2008)